# Fregata

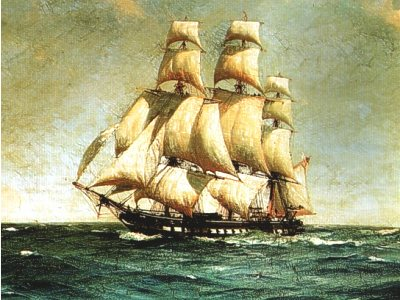
Fregata HMS Lutine z roku 1779

Fregata byla původně malá a rychlá veslovo-plachetní obchodní, později plachetní válečná loď. Označení se používalo v 15.–17. století poměrně obecně, podobně jako slovo „loď“ nebo „člun“. Prošla dlouhým vývojem až do 20. století. V současnosti se jedná o válečné plavidlo zpravidla menší než torpédoborec a větší než korveta.

## Plachetní fregata

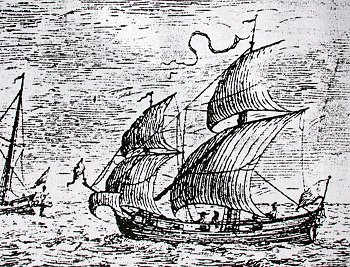
La Rieuse, malá francouzská fregata (frégate légère, 1674–1698)

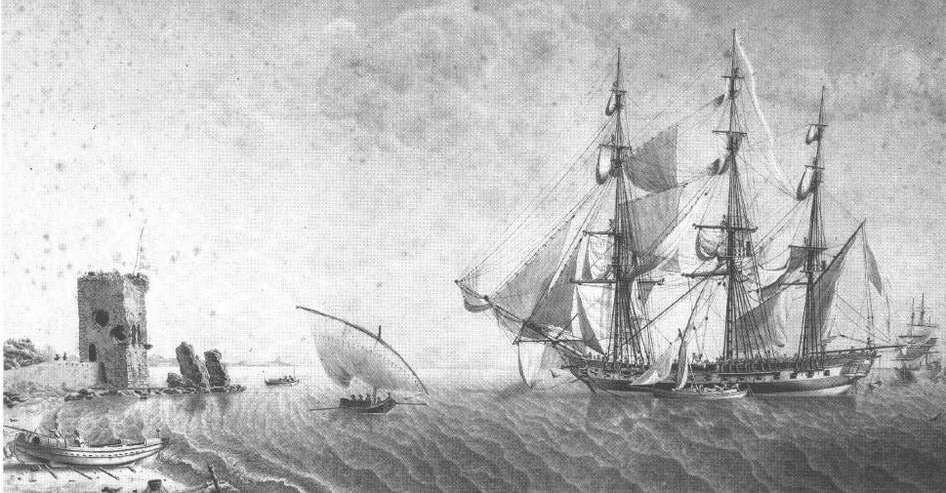
Velká francouzská fregata Égyptienne z r. 1799, vyzbrojená 24liberními dlouhými děly

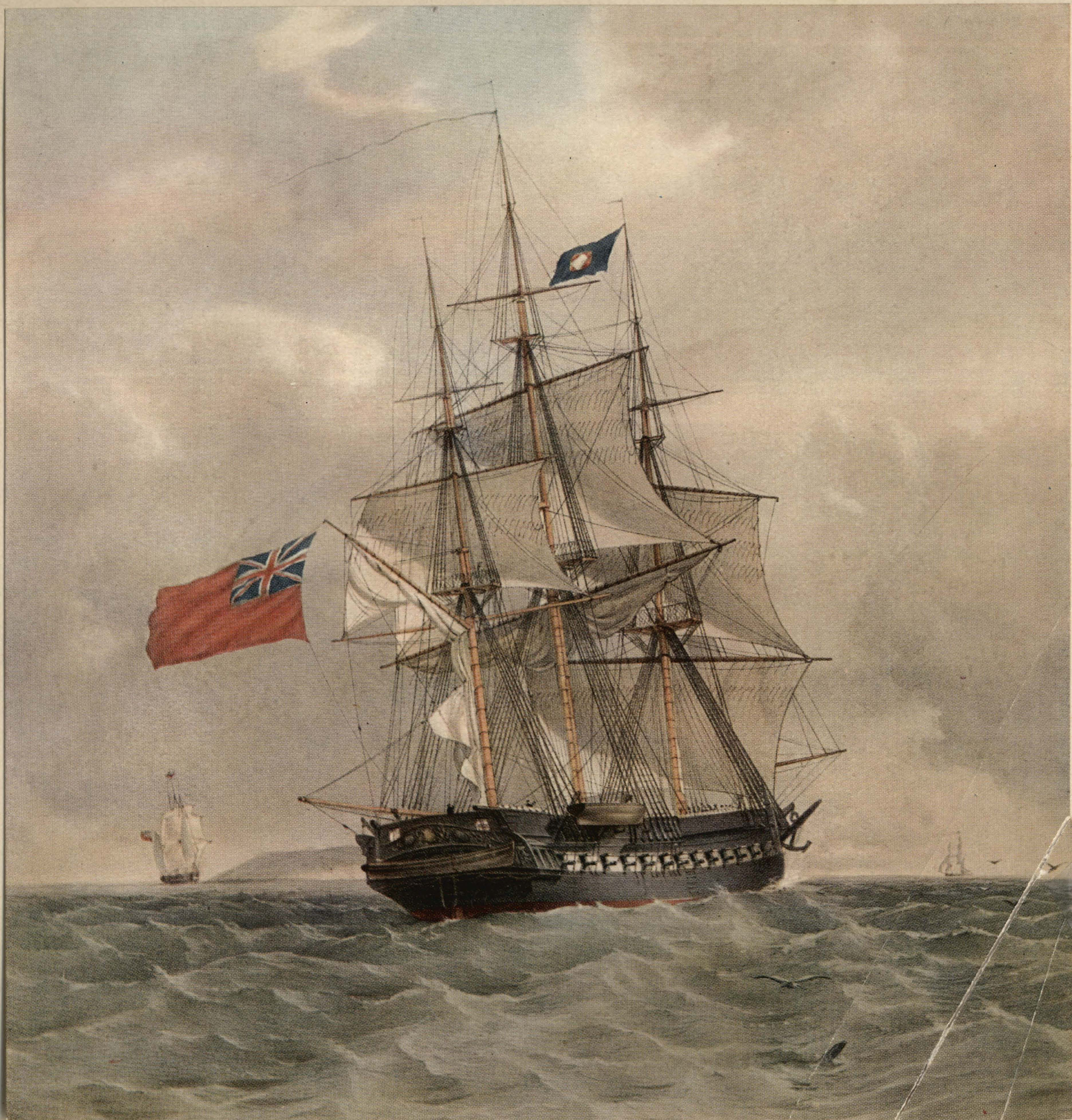
HMS Pomone, britská fregata třídy Leda z r. 1805. Barevná litografie T. G. Daltona podle obrazu G. F. St.Johna

Vyvinula se postupně z malých lodí, zpočátku bez krycí paluby. Na přelomu 16. a 17. století používali malé plachetní fregaty dunkirští korzáři k rychlým přepadům především anglických obchodních lodí v Lamanšském průlivu a útokům na pobřeží Anglie. Odpovědí Angličanů bylo v r. 1628 deset stejných malých lodí, vzorovaných na dunkirských fregatách, pojmenovaných „Lion's Whelp“ (Lví hříva). Tyto pinasy s výzbrojí 10 děl jsou považovány za přímé předchůdkyně válečných fregat. Následné fregaty byly oproti pinase štíhlejší a obvykle rychlejší. Později stavěné fregaty byly postupně stále větší a s mohutnější výzbrojí, charakteristické vlastnosti však zůstávaly: byly lehčí konstrukce, štíhlejší – s poměrem délky k šířce asi 4 : 1 a s menším ponorem; byly tak rychlejší a měly lepší manévrovatelnost než běžné lodě. Za první britskou loď, pro niž byl tento termín použit, je označována Constant Warwick s 32 děly z roku 1645, ačkoli se lodě s podobnou konstrukcí a výzbrojí nacházely v anglickém loďstvu již dříve.
Použití fregat se rozšířilo v 17. století do loďstev dalších států. Samotné označení fregata se po roce 1645 používalo zpočátku pro menší a středně velké válečné lodě, určené k výzvědné službě, hlídkování, ochraně před piráty a napadání obchodních lodí nepřítele, a také pro obchodní lodě podobné konstrukce. Později fregaty doprovázely a chránily konvoje zásobovacích nebo obchodních lodí, doprovázely eskadry řadových lodí, kterým sloužily jako předsunuté hlídky, v bitvě předávaly signály a asistovaly poškozeným lodím.
Fregaty byly trojstěžňové lodě s příčným oplachtěním na předním a hlavním stěžni a latinskou plachtou na zadním stěžni. Vpředu měly šikmý čelen nejprve s jednou příčnou plachtou, poté s další příčnou plachtou na čelenové čnělce. Později u větších fregat přibyly příčné plachty také na zadním stěžni a mezi předním stěžněm a čelenem trojcípé plachty – kosatka a stěhovky. Tento typ plného oplachtění již zůstal až do konce éry plachetních lodí. Velikost a výzbroj válečných fregat se postupně zvětšovala, ve druhé polovině 17. století byly největší fregaty dvojpalubové s výzbrojí až 60 děl a vysokými nástavbami (kastely); tyto mohutné lodě však již ztratily původní charakteristické vlastnosti. Za fregatu byla dokonce označována 80dělová řadová loď Naseby z roku 1655, a to jen na základě toho, že měla o něco větší poměr délky k šířce, než běžné válečné lodě. Kromě velkých fregat existovaly souběžně také menší lodě, které byly označovány jako „lehké“ fregaty (z franc. frégate legére).
V čtyřicátých letech 18. stol. se objevuje „nová“ fregata, označovaná v anglosaských pramenech jako „pravá“ fregata (z angl. true frigate). První fregaty nového typu se začaly stavět ve Francii a o něco později také v Anglii. Jednalo se o válečnou loď střední velikosti minimálně o 26 dělech na jedné průběžné hlavní dělové palubě, schopnou operovat samostatně, s dostatečnou palebnou sílou, aby mohla bojovat se všemi ostatními typy lodí kromě mohutně vyzbrojených řadových lodí. Tyto fregaty neměly přední a zadní nástavby, nad hlavní palubou byly na přídi a vzadu za hlavním stěžněm jen lehké paluby, s nepočetnou výzbrojí děl malého kalibru. Rozsáhlá výzdoba typická pro lodě 17. století byla redukována, až v 19. století prakticky vymizela.
Od poloviny 18. století se velikost fregat a jejich výzbroj postupně zvětšovaly, na rozdíl od předchozího století ale nebyly až na ojedinělé výjimky přidávány žádné nástavby. Klasická typická fregata měla nejprve 28 děl a postupně se standardizovaly lodě o 32, 36, 38 a 40 dělech. Kalibr děl se zvětšoval z původních devíti liber na dvanácti- a osmnáctiliberní. Lodě s výzbrojí 38 a více 18liberních děl byly označovány jako „těžké“ fregaty (angl. heavy frigate). Největší fregaty napoleonských válek byly klasifikovány jako 44dělové, s 30 dlouhými děly v hlavní baterii o kalibru 24 liber, k tomu na horní palubě bylo navíc 20–22 karonád kalibru 24 nebo 32 liber.
Fregata byla 40 až 80 metrů dlouhá loď, šířka tvořila maximálně čtvrtinu délky. Oproti pinase byla štíhlejší a tím i rychlejší. Nosnost lodě v obchodním provedení byla až 2 000 tun. Trup měl rovný kýl a osvědčený hruškovitý tvar. S postupem času mizely přední i zadní nástavby a byla odstraňována zbytečná výzdoba.

## Paroplachetní fregata

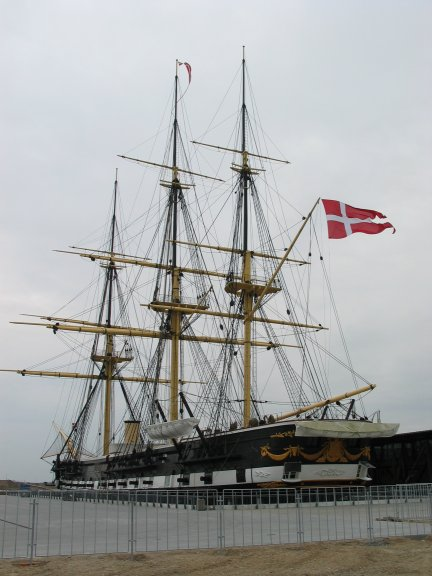
Dánská paroplachetní šroubová fregata Jylland z r. 1862, nyní muzeum v Ebeltoftu

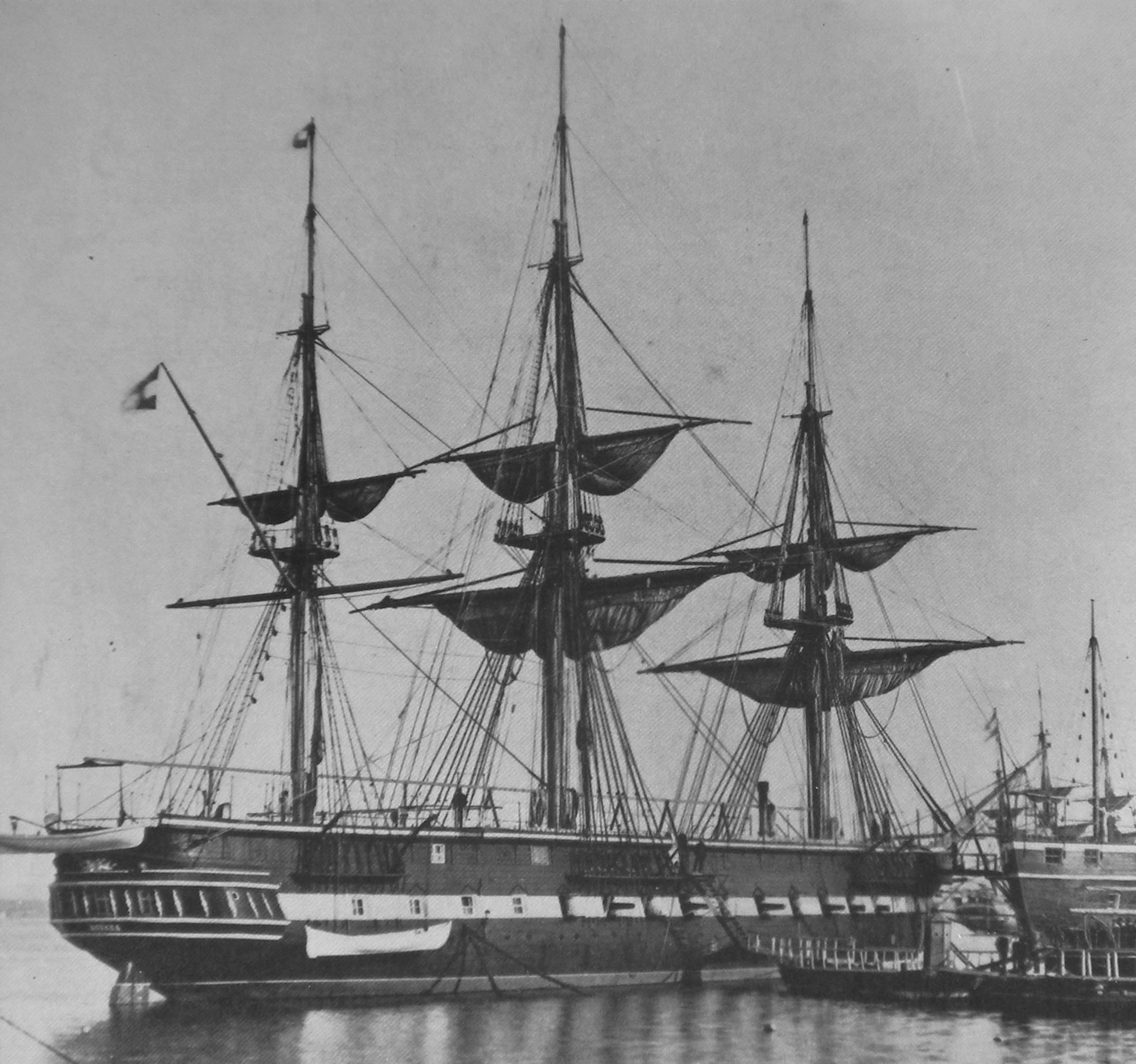
SMS Novara 1856

## Fregata v současnosti

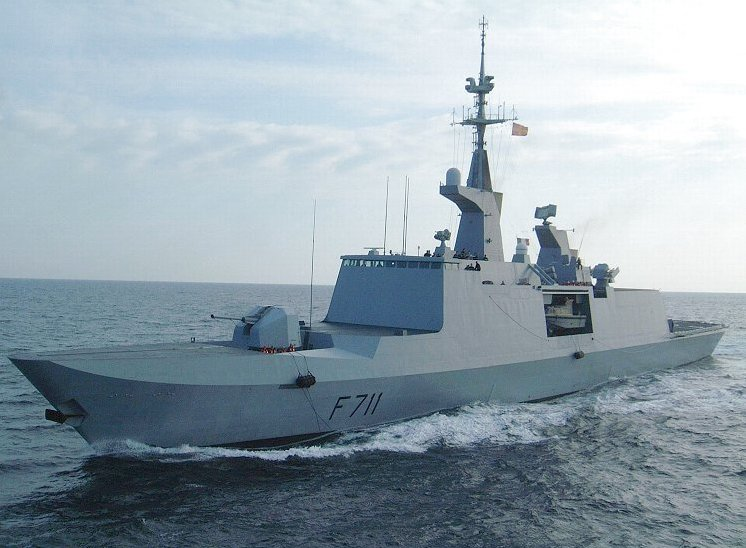
Francouzská fregata třídy La Fayette

Současná fregata sdílí se svou předchůdkyní pouze označení. V moderním vojenském názvosloví je fregata malá, všestranná a spolehlivá loď. Je zpravidla menší než torpédoborec a jejím hlavním úkolem je boj s ponorkami a doprovod konvojů či obojživelných výsadkových svazů. V některých námořních silách (například. Nizozemské královské námořnictvo či Německé námořnictvo) se jako fregata označují jednotky větší (např. třída De Zeven Provinciën či třída Sachsen), které by jinak svými parametry patřily mezi torpédoborce. Důvodem je zejména politicky motivovaná snaha o zdůraznění obranného charakteru dané námořní síly, neboť fregaty jsou na rozdíl od torpédoborců tradičně vnímány jako jednotky obranné.